# Apollo 3 (Band)
Apollo 3 war eine deutsche Band, die sich aus den drei Mitgliedern Henry Horn, Marvin Schlatter und Dario Flick zusammensetzte.

## Bandgeschichte

### 2006–2009: Gründung und Start der Karriere
Die Bandmitglieder stammen aus Köln und spielten schon im Alter von neun Jahren gemeinsam. Sie gingen ab der dritten Klasse in eine gemeinsame Klasse. Mit zehn Jahren wurde ihre Klassenlehrerin auf sie aufmerksam und stellte den Kontakt zum Songwriter und Musikproduzenten Niko Floss her. Ihr Debütalbum Apollo 3 (gleichnamig mit dem Bandnamen) wurde am 8. Mai 2009 vom Major Label Sony Music Entertainment veröffentlicht und beinhaltet u. a. den Song Superhelden, der als Titelmelodie des Films Vorstadtkrokodile verwendet wurde. Zum Zeitpunkt der Veröffentlichung waren die Bandmitglieder 11 (Henry) und 12 (Marvin und Dario) Jahre alt. Es erschien für die Single Superhelden ein Musikvideo, welches in einem Kinosaal spielt. Es sind auch Ausschnitte aus Vorstadtkrokodile zu sehen. Die Single erreichte in den deutschen Charts Platz 35 und das Album Platz 33.
Am 19. Juni 2009 erschien die zweite Singleauskopplung Startschuss aus dem Album, welche die Position 84 in den deutschen Charts erreichte.

### 2010: Zweites Album2010und Mitwirkung im Kinofilm
Am 12. März 2010 erschien das zweite Album 2010 der Band, welches neben 10 alten Songs aus dem vorherigen Album nur 5 neue Lieder enthielt. Zwei dieser Lieder wurden als Single veröffentlicht. Die Single Chaos erschien am 9. April 2010 und Unverwundbar am 13. August 2010.
In der Fußball-Verfilmung Teufelskicker von Frauke Nahrgangs Büchern und Hörspielen wirkten die Bandmitglieder als Schauspieler mit. Henry spielte die Titelfigur Moritz, während Marvin und Dario die Nebenrollen Shadow bzw. Alex spielten. Als Titelmusik wurde das Lied Diabolisch aus dem Album verwendet.

### 2011: Titelmusik für einen Kinofilm
Als Titellied für den Film Löwenzahn – Das Kinoabenteuer erschien das Lied Überflieger, welches am 6. Mai 2011 auch als Single veröffentlicht wurde. Des Weiteren wurde im Film das Lied Adrenalin aus dem ersten Album verwendet.

### 2012–2013: Drittes AlbumFeier dein Leben
Im Jahr 2012 wurden als Vorläufer für das kommende Album die Lieder Limit und Wir sehn uns dann am Meer auf Konzerten vorgetragen. Letzteres erschien im Sommer 2013 als Single, allerdings in einer Version ohne den Gesang von Marvin. Am 13. September 2013 erschien als Single ein dritter Vorläufer Feier dein Leben, wo ebenfalls kein Gesang von Marvin vorhanden ist. Noch im selben Monat am 27. September 2013 erschien das gleichnamige Album Feier dein Leben. Es unterscheidet sich von den vorherigen Alben nicht nur durch den Musikstil, sondern auch durch die Stimme von Sänger Henry; Marvin singt nur noch bei einem von 13 Liedern mit. Feier dein Leben, die zweite Singleauskopplung aus dem Album, wurde im September 2013 Kampagnensong der Reality-Seifenoper Berlin – Tag & Nacht des Fernsehsenders RTL II.

### 2014: Auftritte und Tournee
In der Scripted-Reality-Serie Köln 50667 hatte die Band Anfang 2014 einen Gastauftritt. In der Folge spielte die Band ein Konzert in einem Club und war mit einer Darbietung des Liedes Feier dein Leben zu sehen.
Im Februar 2014 spielte die Band auf ihrer „Feier dein Leben“-Tour in den Städten Berlin, Hamburg und Köln.

### 2015: Arbeit an einem vierten Album
2015 kündigte Henry an, dass an einem vierten Album gearbeitet werde, aber noch viel Geld fehle. Dieses ist bisher nicht erschienen.

## Diskografie

### Alben
- Apollo 3 (2009)
- 2010 (2010)
- Feier dein Leben (2013)

### Singles
- Superhelden (2009)
- Startschuss (2009)
- Chaos (2010)
- Unverwundbar (2010)
- Überflieger (2011)
- Wir sehn uns dann am Meer (2013)
- Feier dein Leben (2013)

## Sonstiges
- Da ihr erster Song „Superhelden“ im Film Vorstadtkrokodile die Titelmusik war, drehten Apollo 3 mit Leonie Tepe (Maria), die auch ein Krokodil spielt, das passende Musikvideo zum Song.
- 2007: Henry Horn spielt in einer Folge von Alarm für Cobra 11 – Die Autobahnpolizei eine Gastrolle.[5]
- In der Kinder- und Jugendserie Schloss Einstein hatte die Band einen Gastauftritt als Jury.
- Sie waren über acht Wochen lang die prominenten Gesichter der RTL-2-Kampagne „it’s fun“.